# Drepanosticta quadricornu
Drepanosticta quadricornu – gatunek ważki z rodziny Platystictidae.